# Croquignole d'Uzès
La croquignole d'Uzès est une pâtisserie ronde fourrée d'une noisette ou d'une amande qui se déguste dans l'Uzège lors des fêtes carillonnées ou civiles. Localement, elle fait partie des treize desserts.  

## Historique
Cette petite pâtisserie est fort ancienne. Sa consommation est liée au mardi gras, au nouvel an et elle entre localement dans la liste des treize desserts de Noël. Elle a été popularisée grâce à un boulanger du milieu du XVIIIe siècle, Vincent Pellecuer, originaire de Nîmes. Il eut pour successeur son neveu Justin, qui s'installa, en 1909, à Uzès, où les pralines de son oncle devinrent les croquignoles d’Uzès.

## Ingrédients
Outre de la farine, ce biscuit nécessite du sirop de sucre, du sucre glace et de la vanille qui servent d’enrobage à une amande douce ou à une noisette.

## Préparation
Ces fruits secs, après avoir macéré dans du sirop vanillé, passent dans une toupie de cuivre qui dépose la pâte par couches successives. Ces billes sont ensuite disposées sur une plaque et enfournées. Ils sont vendus nature ou glacés au pinceau d’un sirop épais à l’orange ou au caramel.

## Accord mets / vin
Ce dessert se marie parfaitement avec un vin doux naturel ambré ou hors d'âge tel que le rasteau, le maury ou le banyuls